# Emil Nykvist
Emil Rolf Oskar Nykvist, född 25 mars 1997 i Sunne församling är en svensk skidskytt som tävlar för SK Bore i Torsby. 
Nykvist debuterade med ett lopp i världscupen 2021; vid sprinten i Hochfilzen blev det en 84:e plats.
Till säsongen 2022/23 fick Nykvist möjlighet till flera lopp i världscupen samt deltagande vid världsmästerskapen 2023. Den bästa placeringen under säsongen var 27:e plats vid sprinten i Pokljuka.  
Inför säsongen 2023/2024 är Nykvist uttagen till skidskyttets A-lag.

## Biografi

### Familj
Emil Nykvist är äldre bror till skidskytten David Nykvist. År 2023 bekräftade Emil Nykvist och Stina Nilsson att de är ett par.

## Resultat

### Resultat i världscupen
| Säsong  | Totalt | Totalt | Distans | Distans | Sprint | Sprint | Jaktstart | Jaktstart | Masstart | Masstart |
| Säsong  | Poäng  | Plac.  | Poäng   | Plac.   | Poäng  | Plac.  | Poäng     | Plac.     | Poäng    | Plac.    |
| ------- | ------ | ------ | ------- | ------- | ------ | ------ | --------- | --------- | -------- | -------- |
| 2021/22 | —      | —      | —       | —       | —      | —      | —         | —         | —        | —        |
| 2022/23 | 27     | 69:a   | 3       | 62:a    | 23     | 51:a   | 1         | 74        | —        | —        |
| 2023/24 | 16     | 73:a   | —       | —       | 2      | 74:a   | 14        | 56:a      | —        | —        |
| 2024/25 | 33     | 63:a   | —       | —       | 14     | 60:e   | 19        | 53.a      | —        | —        |

### Världsmästerskap
| Tävling      | Distans | Sprint | Jaktstart | Masstart | Stafett | Mixstafett | Singelmix |
| ------------ | ------- | ------ | --------- | -------- | ------- | ---------- | --------- |
| Oberhof 2023 | 49      | 84     | —         | —        | —       | —          | —         |